# Marcin Gall

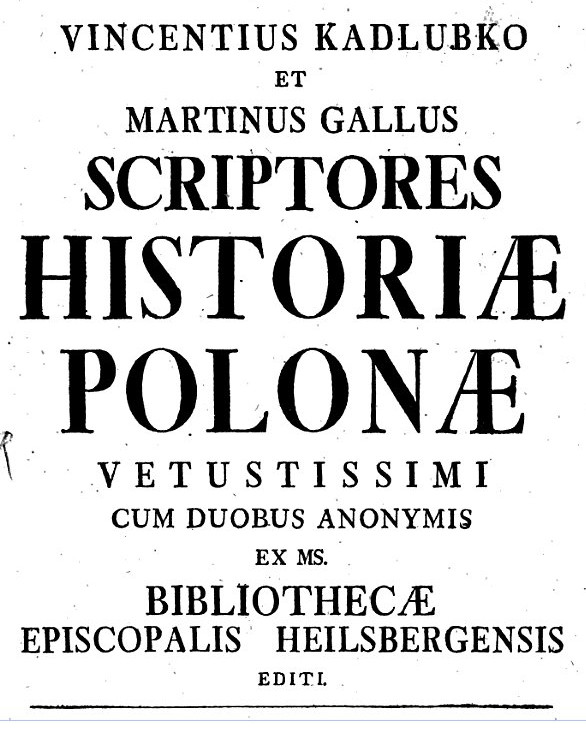
Strona tytułowa pierwszej edycji drukowanej Kroniki Galla Anomima Gotfryda Lengnicha z 1749 roku. Wydawca nazwał kronikarza „Marcinem Gallem”.

Marcin Gall (łac. Martinus Gallus) – imię, które nadał anonimowemu autorowi Kroniki polskiej jej pierwszy wydawca Gotfryd Lengnich w 1749 roku. Obecnie nieużywane. Do połowy XX wieku wielokrotnie wydawano, tłumaczono, omawiano i cytowano Kronikę nazywając jej autora tym właśnie imieniem – zanim powszechnie zaczęto stosować określenie Gall Anonim.

## Okoliczności pierwszego wydania Kroniki

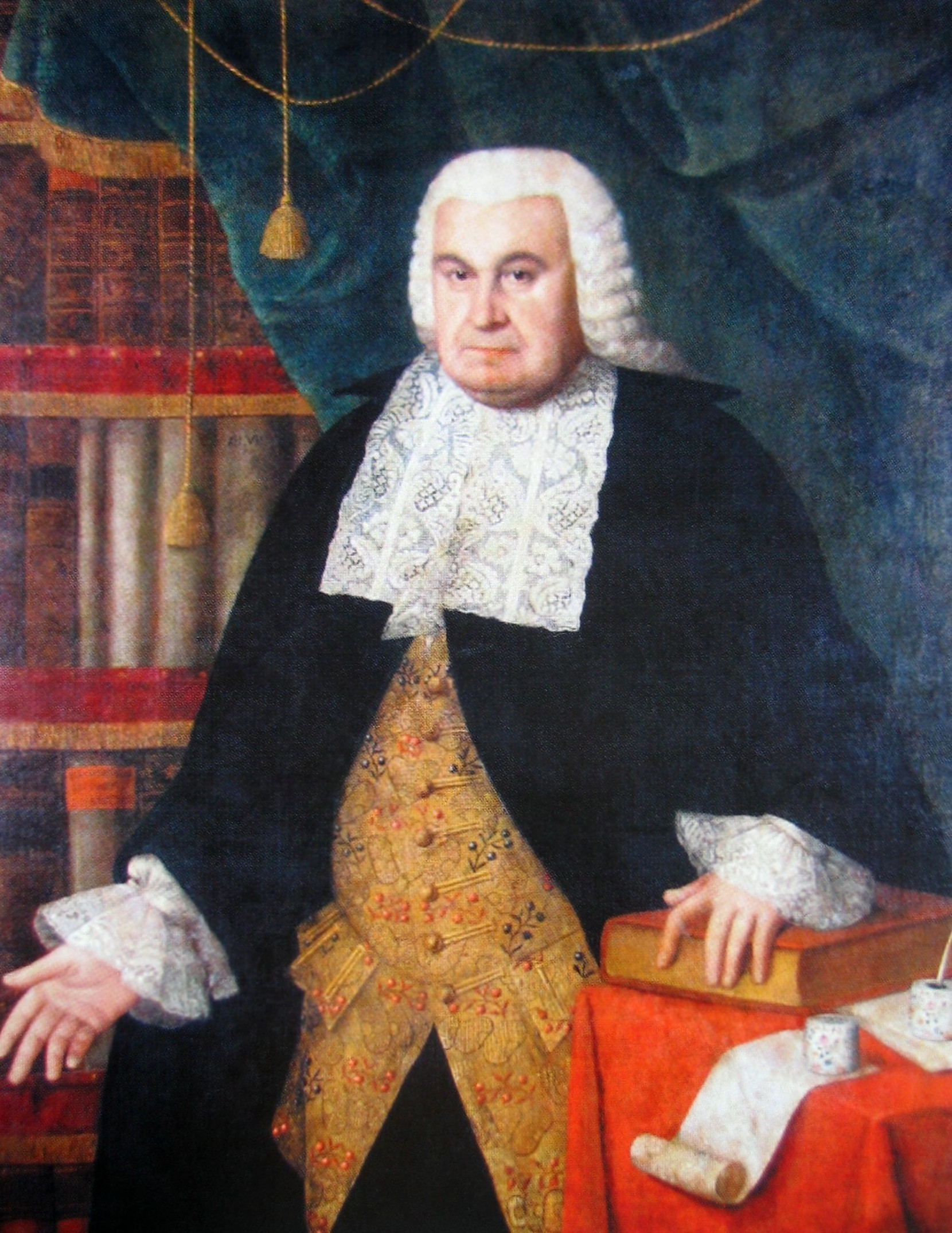
Gotfryd Lengnich na obrazie Johanna Jacobusa Fabritiusa z XVIII wieku.

Przed rokiem 1749 biskup warmiński Adam Stanisław Grabowski odkrył w bibliotece diecezjalnej w Lidzbarku (niem. Heilsberg) papierowy kodeks, który zawierał między innymi średniowieczny rękopis Kroniki Galla Anonima. Od miejsca odnalezienia nazywa się go powszechnie Rękopisem Heilsberskim. Biskup Grabowski przekazał rękopis gdańskiemu historykowi, królewskiemu radcy legacyjnemu Augusta III Gotfrydowi Lengnichowi, razem z prośbą o ogłoszenie tekstu drukiem. Lengnich wydał Kronikę własnym sumptem w roku 1749 razem z Kroniką Kadłubka.
Lengnich był wówczas wychowawcą i nauczycielem synów wojewody mazowieckiego Stanisława Poniatowskiego, wśród nich także i późniejszego króla Stanisława Augusta a zarazem uczonym o wszechstronnych zainteresowaniach. Józef Maksymilian Ossoliński pisał w poświęconym mu szkicu biograficznym, że ojczystą naszą historię pierwszy Lengnich zaczął wyjaśniać światłem krytyki. Krytycznego podejścia do historii oraz źródeł nauczył się Lengnich podczas studiów na uniwersytecie w Halle, gdzie jego nauczycielem był między innymi Christian Wolff. W ramach rewizji sarmackich poglądów na dawne dzieje Polski sięgnął więc do Kroniki polskiej, chcąc zweryfikować dotychczasowe tezy historyków. 

## Przesłanki Lengnicha

Notatka Marcina Kromera na marginesie Rękopisu Heilsberskiego „Kroniki polskiej”. Na jej podstawie Lengnich nazwał autora Kroniki polskiej "Gallem".

Na marginesie Rękopisu Heilberskiego odnalazł Lengnich notatkę:
łac. Gallus hanc historiam scripsit, monachus opinior aliquis, ut ex proemis conicere licet, qui Beleslai tertii tempore vixit.
„Tę historię napisał Gall, uważam, że jakiś mnich, jak wolno wnosić ze wstępów, który żył w czasach Bolesława III”.
Lengnich nie wiedział, że tę notę marginalną wpisał w XVI wieku Marcin Kromer, potraktował ją jako wiarygodną i zaczął przeszukiwać inne polskie kroniki średniowieczne, aby znaleźć informacje o „Gallu". W Rocznikach Długosza trafił na imię Martinus Gallicus. Na tej podstawie nadał autorowi Kroniki imię Marcin Gall (łac. Martinus Gallus). Pod imieniem Marcina Galla wydał Kronikę Polską w Gdańsku w roku 1749.
Informacja o „Gallu", autorstwa Jana Długosza, brzmi: niektórzy podają, że ten Lestko w bitwie z Karolem, pierwszym synem Karola Wielkiego, przegrał i poległ; odszukałem bowiem, że Marcin Gallik tak o nim napisał Długosz błędnie jako źródło informacji podał Galla, bo wiadomość zaczerpnięta została z tzw. Roczników Einharda. Aleksander Semkowicz w roku 1887, w Krytycznym rozbiorze «Dziejów polskich» Jana Długosza do roku 1384, wyjaśnił: Długosz znalazł w jakimś Marcinie Gallicu wiadomość wypisaną dosłownie z Einharda (Annales ad a. 805) o wojnach syna Karola W. z Lechem (?).

## Krytyka

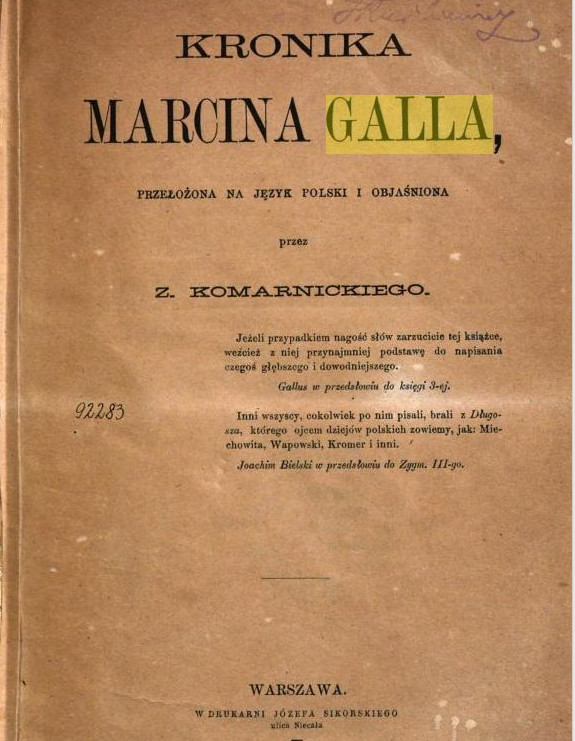
Okładka popularnego tłumaczenia Kroniki Galla Anonima, pióra Zygmunta Komarnickiego z 1873 roku. Jako autor Kroniki figurował "Marcin Gall".

Gdy w 1851 roku edycję Kroniki przygotowywali dla Monumenta Germaniae Historica Rudolf Koepke i Jan Szlachtowski, sprostowali nadane przez Lengnicha imię autora utworu. Stwierdzili, że Marcin Gallik z Roczników Długosza a autor Kroniki polskiej, to dwie różne osoby. Wyjaśnili, że glosę do Roczników Einharda znalazł Długosz w interpolowanym kodeksie, którego autorem był bliżej nieznany Martinus Gallicus.
Na podstawie ustaleń Koepkego i Szlachtowskiego imię „Marcin" odrzucił także wydawca kroniki z 1864 roku, August Bielowski, uzasadniając to tymi słowy: Długosz wspomniawszy о Leszku, który roku 803 zginął w Czechach wojując przeciw synowi Karola wielkiego, powołał się na pisarza którego zowie Martinus Gallicus. To dało powód Lengnichowi równie jak i Bandtkiemu, że naszego kronikarza Marcinem zowią. Gdy atoli ustęp o zabiciu Leszka przez Długosza przytoczony w kronice tej zgoła się nie znachodzi i znachodzić się w nie nie mógł, bo takowa w opisie dziejów krajowych w czasy Karola wielkiego nie sięga; słusznie tedy wątpić można, iżby to był ten sam kronikarz i bezpieczniej jest trzymać się tej tylko nazwy, jaką wprost pisarzowi temu od najdawniejszych czasów dawano. (...) Jak tedy z jednej strony nie widzim potrzeby dodawać do nazwy tej wątpliwe imię Martinus, tak też z drugiej strony nie zdaje się nam rzeczą słuszna odrzucać zarazem sama nazwę Gallus, robiąc kronikarza tego bezimiennym, jak to uczynili wydawcy najnowsi jego kroniki w zbiorze percowskim. Pozostanie on tedy dla nas Gallem, bo nazwa ta wiąże się ściśle z dziełem jego(...)
Imię nadane Anonimowi przez Lengnicha ocenił bardzo ostro Stanisław Kętrzyński w 1899 roku: pierwszym, który starał się postawić jakaś hypoteze co do autora kroniki, był jej pierwszy wydawca G. Lengnich. W przedmowie do źródeł, wydanych z kodeksu heilsberskiego, poświęca słów parę naszej kronice i jej autorowi. Z uwaga znajdującą się w tymże kodeksie (...) połączył on wiadomość z Długosza, o rocznikarzu. którego tenże „Martinus Gallicus” nazywa, i wysnuwa stąd wniosek, że autorem kroniki był Marcin, Gall z pochodzenia czyli Francuz. Nie zauważył jednak Lengnich, że cytowany autor u Długosza opisuje walki Lestka z Karolem Wielkim, a więc rzeczy, które nie znajdują się w naszej kronice. Ten nieszczęsny błąd Lengnicha powtarza się od wieku ciągle, i choć zupełnie nie usprawiedliwiony, dość często, zwłaszcza w podręcznikach, można się z nim spotkać.
Opinię Kętrzyńskiego podzieliła większość późniejszych wydawców, tłumaczy i historyków. Uznano, że Długosz używając imię "Marcin" nie miał na myśli autora Kroniki Polskiej lecz nieznanego, wymienionego jedynie przez niego i to tylko raz, Marcina Gallika. Porzucono więc powszechnie określenie „Marcin Gall” na rzecz zaproponowanego przez Kętrzyńskiego „Galla Anonima”.

## Używanie imienia Marcin Gall
Od 1749 roku w wydaniach, tłumaczeniach i historiografii autor Kroniki polskiej występował jako Marcin Gall. Określenie to długo utrzymywało się w nauce. Edycje Lorenza Christopha Mizlera z 1776 roku i 
Jana Wincentego Bandtkie-Stężyńskiego z 1824, jako autora utworu podawały Marcina Galla. Tak też zrobił pierwszy tłumacz, Hipolit Kownacki w 1821 roku. Do popularyzacji imienia „Marcin Gall" przyczyniło się najbardziej tłumaczenie Zygmunta Komarnickiego z 1873 roku, które aż do czasu wydania tłumaczenia Romana Grodeckiego było szeroko cytowane w wielu opracowaniach historii Polski, monografiach historycznych okresu piastowskiego jak i w książkach popularyzujących dzieje Polski. 
W roku 1911 Podręczna encyklopedya kościelna nadal używała określenia Lengnicha. Podobne imię zostało użyte w Dziejach literatury pięknej w Polsce, wydanych przez Akademię Umiejętności w 1918 roku. Jeszcze w 1936 roku Ignacy Hanus z Uniwersytetu Poznańskiego napisał o „Marcinie Gallu" omawiając Stosunki polsko-czeskie na przestrzeni wieków. W wydanej w Waszyngtonie angielskiej pracy o polskich legendach z 1945 roku (poprawionej w 1965 roku, a później wielokrotnie wznawianej) Fay Carmichael Anstruther konsekwentnie nazywała kronikarza "Marcinem Gallem". Nie zmieniono tego imienia Anonima nawet w ostatniej edycji, z 1997 roku. 
Jednak większość badaczy zaakceptowała argumentację Stanisława Kętrzyńskiego z 1899 roku, a imię „Marcin Gall" pojawia się od tego czasu rzadko. Po wydaniu, przez Romana Grodeckiego w 1923 roku, pierwszego pod imieniem „Gall Anonim" tłumaczenia Kroniki na język polski, określenia „Marcin Gall” jest już do 1939 roku stosowane tylko sporadyczne, a po 1945 roku niemal całkowicie zanikło.

### Wydania i tłumaczeniaKroniki polskiejpod imieniem Marcina Galla
- Vincentius Kadlubko et Martinus Gallus: scriptores historiae Polonae vetustissimi, cum duobus anonymis ex ms. Bibliothecae Episcopalis Heilsbergensis edit. Gotfryd Lengnich (wyd.). Gdańsk: Gotfryd Lengnich, 1749, s. 56-102. [dostęp 2014-09-27].
- Historiarum Poloniae Et Magni Ducattis Lithuaniae Scriptorum Quotquot Ab Initio Reipublicae Polonae Ad Nostra Usque Tempera Extant Omnium Collectio Magna. Laurentius Mizler de Kolof, ed. (wyd.). Warszawa: Laurentius Mizler de Kolof, 1776.
- Historya Bolesława III. króla polskiego. Hipolit Kownacki (tł.). Warszawa: książę Adam Czartoryski, 1821, s. 66-549. [dostęp 2014-09-28].
- M. Gallus Chronicon ad fidem codicum, qui servantur in Pulaviensi tabulario... Adami principis Czartoryscii... denuo recensuit, ex mandato Regiae Societatis Philomathicae Varsaviensis, vitamque S. Stanislai, atque inventarium ecclesiae metropolitanae Gnesnensis, adiecit.... Jan Wincenty Bandtkie-Stężyński (wyd.). Warszawa: Królewskie Towarzystwo Przyjaciół Nauk Warszawskie, 1824. [dostęp 2014-09-27].
- Kronika Marcina Galla przełożona na język polski i objaśniona. Zygmunt Komarnicki (tł.). Warszawa: Zygmunt Komarnicki, 1873. [dostęp 2014-09-28].

### Literatura
- Chronicae Polonorum. Jan Szlachtowski, Rudolf Koepke (wyd.). Hannover: MGH, 1851, s. 414–478, seria: Monumenta Germaniae Historica, SS IX. [dostęp 2014-09-24].
- Galla Kronika. August Bielowski (wyd.). Lwów: August Bielowski, 1864, s. 379-484, seria: Monumenta Poloniae Historica, T. I. [dostęp 2014-09-24].
- Stanisław Kętrzyński: Gall-Anonim i jego kronika. Kraków: Akademii Umiejętności, 1899, seria: Rozprawy Akademii Umiejętności, Wydział Historyczno-Filologiczny, seria II, tom 12.
- Marian Plezia: Wstęp. W: Kronika Polska. Wrocław-Warszawa-Kraków-Gdańsk: Zakład Narodowy Imienia Ossolińskich, 1975, s. III-XCV.
- Julian Maślanka: Literatura a dzieje bajeczne. Warszawa: Państwowe Wydawnictwo Naukowe, 1984. ISBN 83-01-05239-2.
- Tomasz Jasiński: O pochodzeniu Galla Anonima. Kraków: Wydawnictwo Avalon, 2008. ISBN 978-83-60448-373.